# Kaşbıyıklar, Seben
Kaşbıyıklar là một xã thuộc huyện Seben, tỉnh Bolu, Thổ Nhĩ Kỳ. Dân số thời điểm năm 2010 là 84 người.